# 우치하 마다라
우치하 마다라(일본어: うちは マダラ)는 만화 《나루토》의 등장인물이다.

## 개요
하시라마와 함께 나뭇잎마을을 창설하였다. 그러나 토비라마가 계속 우치하 일족을 경멸하자 힘에 미치게 되어 마을을 탈주하였다. 전투 중에 하시라마의 세포를 배양해 죽기 전 윤회안의 개안조건을 만족하게 되어 개안하고 오비토를 구해준 뒤 죽는다. 4차닌자대전때 예토전생으로 부활한다.
인드라의 환생으로 아수라의 환생자와 싸우게 될 운명을 가지고 있다.

## 능력

### 술법 목록
이자나기 : 환상을 현실로 만드는, 창조가 가능한 술법이다. 이자나기를 사용한 눈은 그빛을 잃고 두번 다시 눈을 뜨지 못한다.
화둔 호화멸각 : 화둔 계열 초상위 술법이며 화둔 호화구의 술의 진화 버전이다. 불길이 뿜어지는 넓이가 엄청나게 넓으며 4차 닌계대전 당시 마다라가 사용한 호화멸각을 연합군 수둔술사들이 스물 이상 달라붙어 수진벽을 쳐서야 겨우 상쇄가 되었을 정도로 강력하다.
화둔 호화멸실 : 화둔 계열 초상위 술법이며 마다라는 완전체 스사노오 상태에서 사용했다. 목둔 화수계강림을 쓴 상태로 호화멸실을 사용해 오카게를 제압했다. 수둔을 쓰려던 미즈카게조차도 뜨거운 열기에 숨을 들이키지 못했을 정도이다.
화둔 용염방가 : 화둔 계열 초상위 술법으로 마다라가 예토전생이 풀릴 때 마지막으로 쓴 기술이다. 불덩이들을 날린다.
목둔 수계강탄 : 거대한 나무가 치솟으며 나무 줄기들이 해일처럼 밀려든다.
목둔 화수계강림 : 거대한 꽃을 수 송이 피워낸다. 화수계강림을 통해 피워낸 꽃의 냄새를 맡게 되면 몸이 마비된다.
목둔 목룡 : 목둔으로 만들어진 거대한 용을 소환한다.
우치하 가에시 : 마다라 본인이 항상 지니고 있던 강철 부채로 발동하는 술법이다.
스사노오 : 스사노오는 사람과 비슷하고 주인의 뜻대로 움직이고, 보호하며, 공격한다. 1단계, 2단계, 3단계, 완전체가 있다. 1단계는 술자 위에 뼈로 된 차크라체가 나타난다. 2단계는 뼈 위에 피부가 덮히면서 점점 본체의 모습으로 변해간다. 3단계는 2단계의 모습에 새로운 갑옷이 덮힌다. 그리고 완전체도 있는데 완전체 스사노오는 하늘을 날 수 있다. 게다가 마다라는 완전체 스사노오로 산을 베어버린다.
천애진성 : 지폭천성에 스사노오의 힘을 더해 하늘에서 운석을 불러온다.
외도 지폭천성 : 주변의 암석들을 끌어모아 거대한 구체를 만든다.
선법 람둔광야 : 입에서 레이저를 뿜어 절단한다.
봉인흡인 : 술법을 흡수한다.
무한츠쿠요미 : 모든 이를 환술 속으로 인도하는 무한츠쿠요미는 달의 눈을 달에 투영하여 거는 초광역범위 환술이다. 달빛이 닿는 모든 곳의 생물은 영원한 잠에 빠진다. 그 달빛은 같은 윤회안의 동력으로 만든 스사노오를 제외한 모든 것을 뚫고 들어간다. 이 기술이 발동되면 밤에도 낮처럼 밝아진다. 마다라가 이에 대해 보여준 바에 의하면 츠쿠요미라는 환술 속의 세계에선 섬세한 것까지 마음대로 시전자가 설정할 수 있으며 이 환술 속에 새로운 세계를 만들고 모든 존재를 이 세계로 이끈다는 것이다. 예토전생한 사람에게는 환술을 걸 수 없다.

## 같이 보기
- 나루토
- 우치하 이타치